# Порт Карбон (Пенсилванија)
Порт Карбон (енгл. Port Carbon) град је у америчкој савезној држави Пенсилванија.

## Демографија
По попису из 2010. године број становника је 1.889, што је 130 (-6,4%) становника мање него 2000. године.
| Група             | 2000.         | 2010.         |
| Белци             | 1.991 (98,6%) | 1.797 (95,1%) |
| Афроамериканци    | 11 (0,5%)     | 15 (0,8%)     |
| Азијати           | 1 (0,0%)      | 8 (0,4%)      |
| Хиспаноамериканци | 11 (0,5%)     | 41 (2,2%)     |
| Укупно            | 2.019         | 1.889         |